# Baureihe 643
De Baureihe 643 ook wel Talent genoemd is een dieseltreinstel, een zogenaamde lichtgewichttrein met lagevloerdeel voor het regionaal personenvervoer van de Deutsche Bahn (DB).

## Geschiedenis

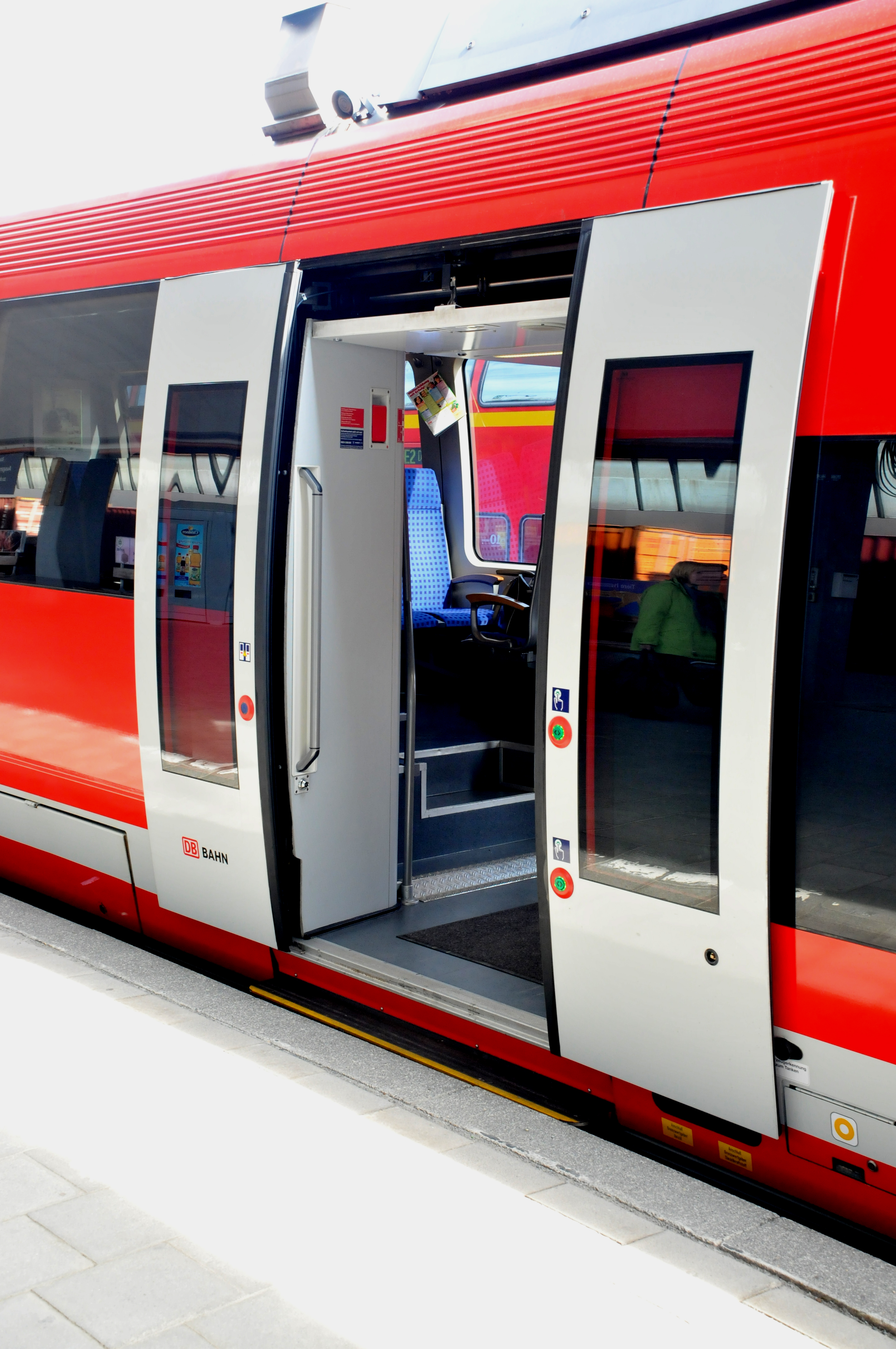
vernieuwd balkon

De Talent is een normaalsporig treinstel volgens UIC-normen door Alexander Neumeister in 1994 ontworpen. Na een bouwtijd van 7 maanden door Waggonfabrik Talbot te Aken werd het prototype in februari 1996 voorgesteld. Het acroniem Talent staat voor Talbot leichter Nahverkehrstriebwagen.
De fabriek is sinds 2001 onderdeel van Bombardier Transportation. In 2006 werd door Bombardier Transportation de opvolger van de Talent de Talent 2 gepresenteerd.
De Deutsche Bahn (DB) bestelde 75 driedelige treinen van de Baureihe 643 en later nog 26 tweedelige treinen van de Baureihe 643.2. De dieselmechanisch aangedreven treinstellen hebben een maximale snelheid van 120 km/h.
In 2011 werden 34 treinstellen voor de nieuw opgerichte DB Regio Westfalen volledig gerenoveerd. Hierbij werd de hoogte van alle balkons op dezelfde hoogte van hoogte perrons gebracht. Hierbij werd ook een vaste trede aan de buitenzijde van de trein aangebracht. Deze treinen worden ingezet op drie westelijke trajecten in Münsterland.

## Constructie en techniek
Het treinstel is opgebouwd uit een aluminium frame. Typerend aan dit treinstel is de toepassing van een Scharfenbergkoppeling en een grote voorruit. De treinen werden geleverd als tweedelig dieseltreinstel met mechanische transmissie. De trein heeft een lagevloerdeel. Deze treinen kunnen tot drie stuks gecombineerd rijden. De treinen zijn uitgerust met luchtvering.

## Treindiensten
Het inzetgebied is met name rond de volgende regio's: Kaiserslautern, Trier, Duisburg en Münster (Westfalen). Het inzet van het type 643.2 is de euregiobahn in opdracht van Aachener Verkehrsverbund (AVV).
In Nederland komen deze treinen voor op de volgende grensbaanvakken.
De Baureihe 643.0 door DB Regio NRW ingezet op het traject;
- Enschede - Gronau (Westf) - Münster Hbf.

Na 11 december 2011 worden de verbouwde treinen door DB Regio Westfalen ingezet op de trajecten;
- Enschede - Gronau (Westf) - Münster Hbf.
- Enschede - Gronau (Westf) - Dortmund Hbf.
- Coesfeld - Münster Hbf

De Baureihe 643.2 werd door DB Regio NRW ingezet op het traject tot de elektrificatie in 2018 op baanvak
- Heerlen - Herzogenrath als RE18 door NS en DB Regio NRW.

## Foto's

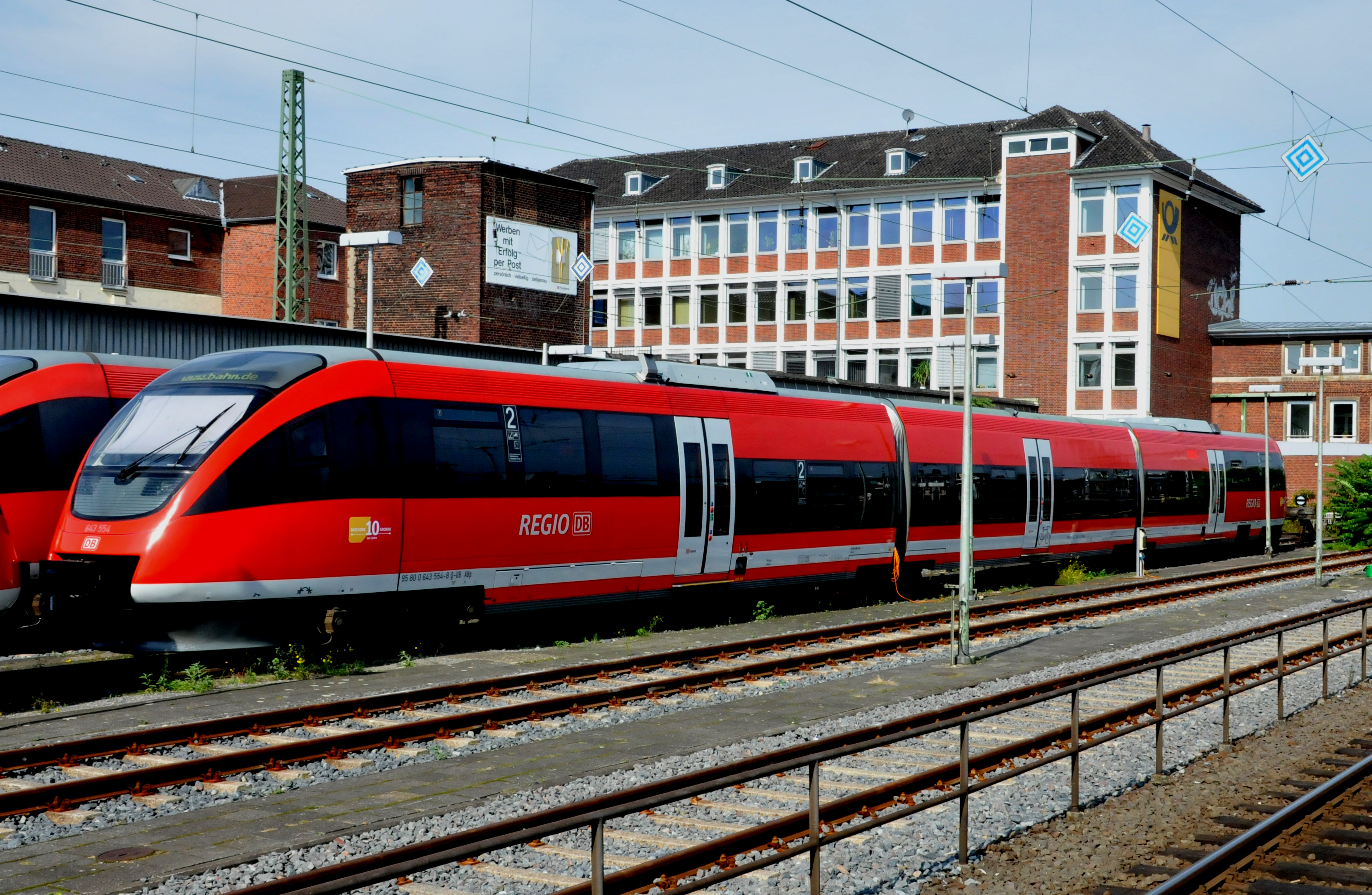
vernieuwd treinstel 643 554 te Münster Hbf
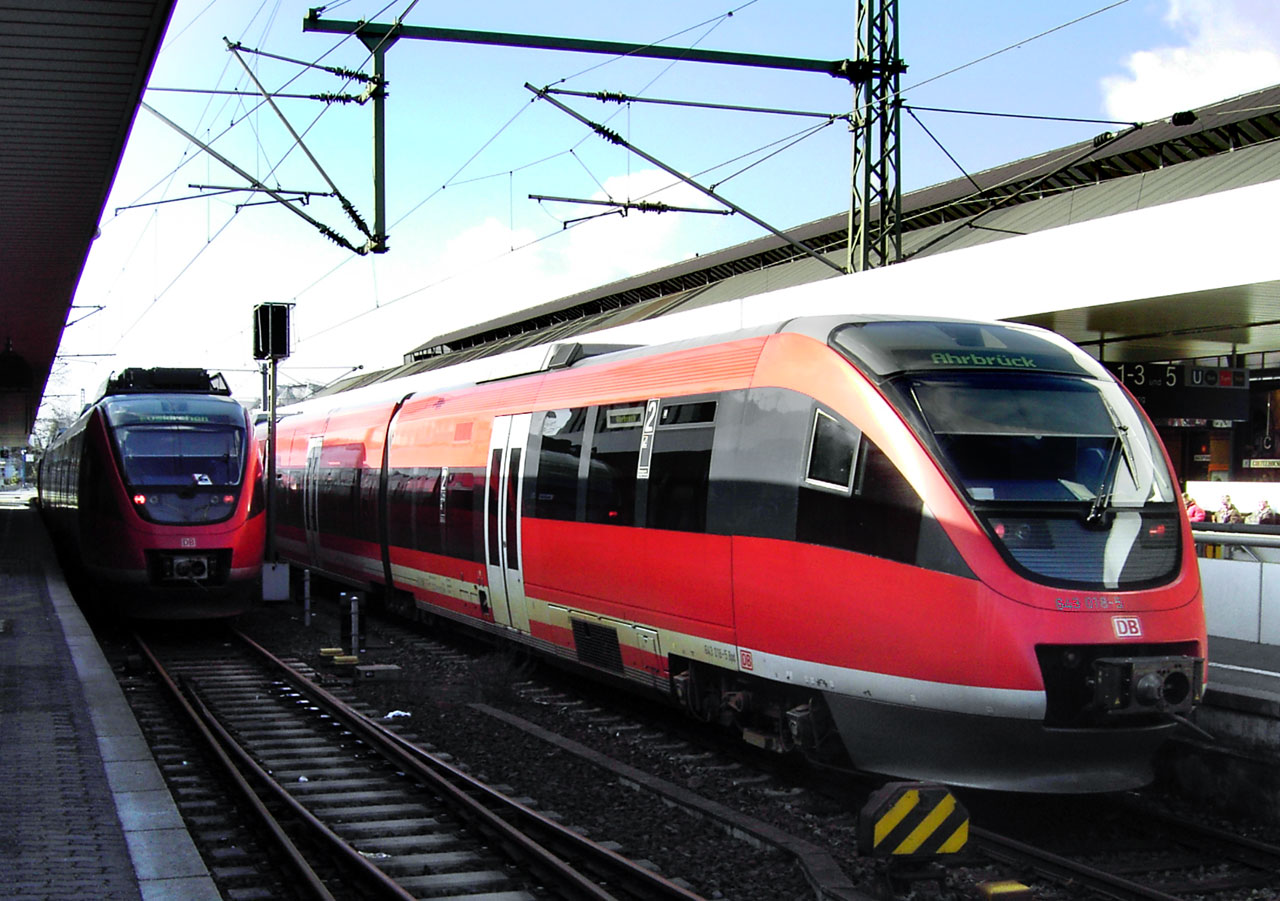
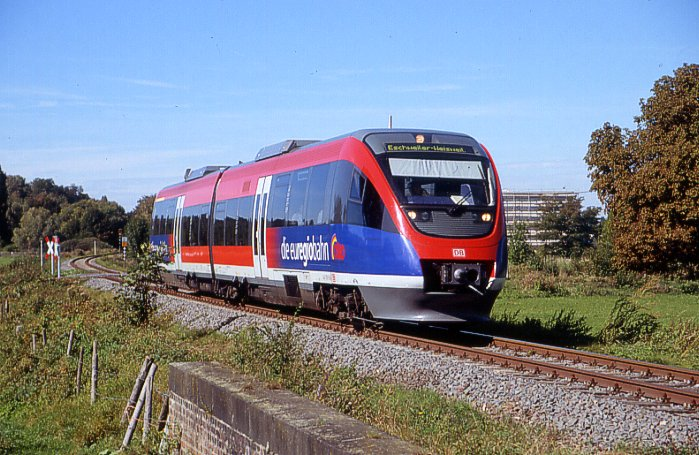
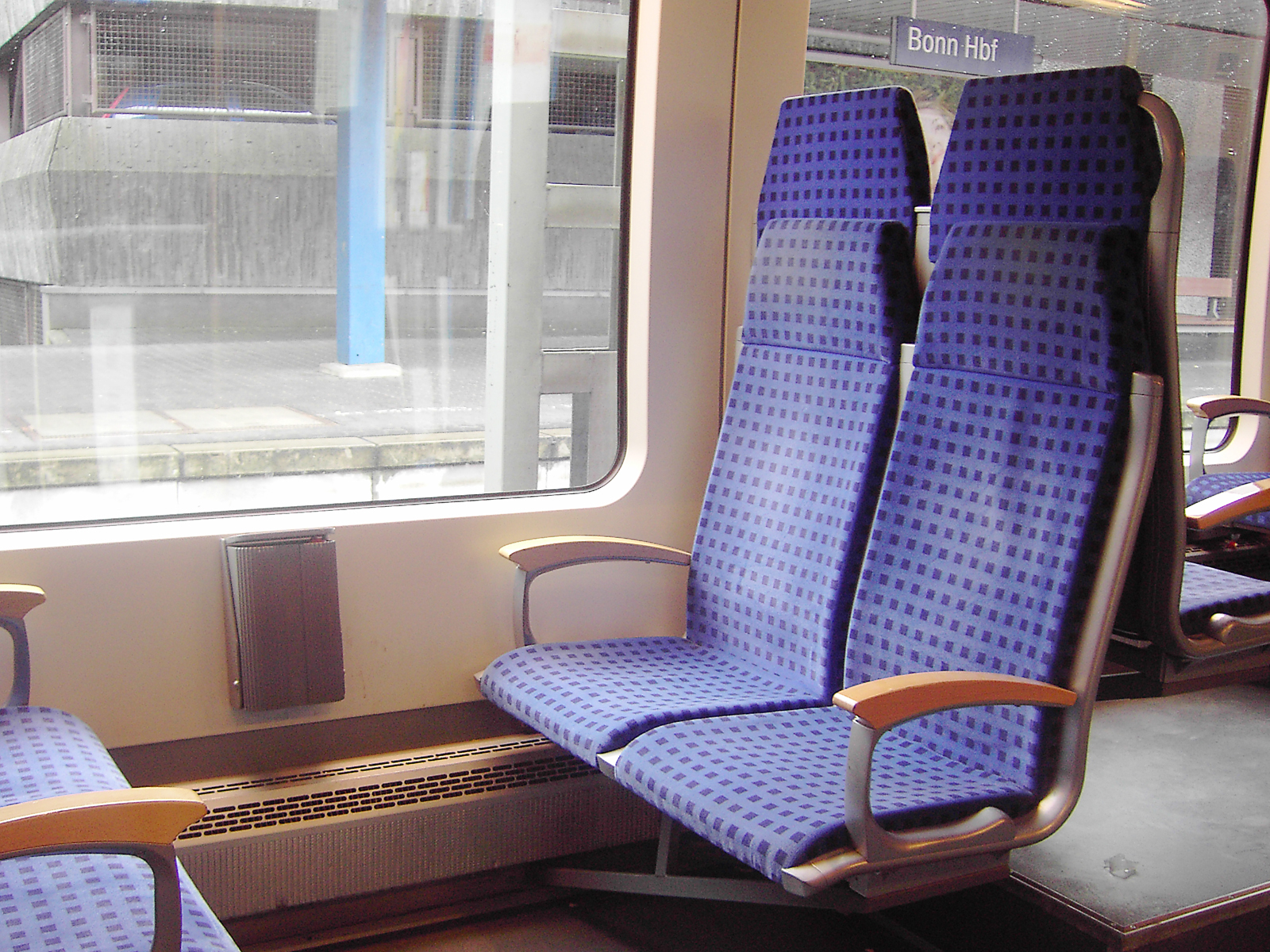
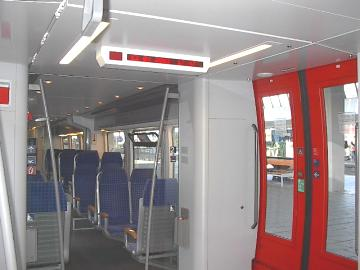

In dit overzicht staan eveneens treinen van de Deutsche Bundesbahn (DB) en van de Deutsche Reichsbahn (DR)